# Epidendrum recurvatum
Epidendrum recurvatum är en orkidéart som beskrevs av John Lindley. Epidendrum recurvatum ingår i släktet Epidendrum och familjen orkidéer. Inga underarter finns listade i Catalogue of Life.